# Telenomus euproctidis
Telenomus euproctidis is een vliesvleugelig insect uit de familie van de Scelionidae. De wetenschappelijke naam van de soort is voor het eerst geldig gepubliceerd in 1920 door Wilcox.